# Loikaemie
Loikaemie és un grup alemany de música oi! format l'octubre de 1994 a Plauen. És coneguts per difondre la cultura skinhead i per la cançó «Good night white pride», expressió que s'ha convertit en un lema de la lluita antifeixista.

## Discografia

### Àlbums
- Ihr für uns und wir für euch (1996)
- Wir sind die Skins (2000)
- III (2002)
- 10 Jahre Power from the Eastside (2005)
- Loikaemie (2007)
- 20 Jahre Das Fest der Abschied (2016)

### EP
- Demotape (1995)
- Oi! That’s yer lot (1997)
- Loikaemie / Smegma split: "Oi! The split!" (1998)
- Loikaemie / Menace split (1998)
- Lumpenmann (2022)[3]

### DVD
- 10 Jahre Power from the Eastside (2005)
- 20 Jahre Das Fest der Abschied (2016)